# Ад для одиночек
Ад для одиночек (кор. 솔로지옥, англ. Single's Inferno) — популярное южнокорейское реалити-шоу о знакомствах, выпускаемое на Netflix. Ведущими шоу являются модель Хон Джин-гён, актриса Ли Да-хи, участник группы Super Junior Кюхён, рэпер Ханхэ, а также ютубер и участник второго сезона Декс.. Netflix объявил набор участников на 5 сезон шоу.

## Трансляция
- 1 сезон: 18 декабря 2021 — 8 января 2022
- 2 сезон: 13 декабря 2022 — 10 января 2023
- 3 сезон: 12 декабря 2023 — 9 января 2024
- 4 сезон: 14 января — 11 февраля 2025

## Концепция
Основная концепция шоу сочетает элементы сурвайвл-шоу с борьбой за внимание потенциального романтического партнёра. Участники живут на острове (Ад), и их цель — покинуть его вместе с избранником/избранницей, отправившись в Рай. Съёмки проходят на острове примерно в часе езды от Сеула, Южная Корея.
Двенадцать одиноких людей пытаются найти любовь на острове, участвуя в испытаниях и знакомясь друг с другом на протяжении сезона. Уникальность шоу — в том, как оно показывает неловкие моменты между участниками и формирование не только романтических связей, но и дружбы. Отношения здесь показаны глубже, чем просто физическое влечение.

## Все сезоны

### Сезон 1 (2021—2022)
| Имя (рус.)   | Имя (англ.)    | Имя (кор.) | Возраст* | Профессия                 | Итог шоу               | Примечания           |
| ------------ | -------------- | ---------- | -------- | ------------------------- | ---------------------- | -------------------- |
| Ким Хён-джун | Kim Hyun-joong | 김현준     | 26       | Врач-стоматолог           | Не выбрал пару         |                      |
| Ан Ё-вон     | An Yo-won      | 안요원     | 25       | Владелица магазина одежды | В паре с Чон Джэ-хуном | Расстались после шоу |
| Чон Джэ-хун  | Jung Jae-hoon  | 정재훈     | 25       | Фитнес-тренер             | В паре с Ан Ё-вон      |                      |
| Чхве Сон-ха  | Choi Seong-ha  | 최성하     | 24       | Студентка                 | Не выбрана             |                      |
| Ли Да-хи     | Lee Da-hee     | 이다희     | 26       | Модель                    | Не выбрана             |                      |
| Ким Су-мин   | Kim Soo-min    | 김수민     | 24       | Студентка                 | В паре с Мун Сын-хо    | Расстались после шоу |
| Мун Сын-хо   | Moon Seung-ho  | 문승호     | 25       | Предприниматель           | В паре с Ким Су-мин    |                      |
| Хань Хе-джин | Han Hye-jin    | 한혜진     | 25       | Модель                    | Не выбрана             |                      |

- Возраст указан на момент съемок по корейскому счету.

### Сезон 2 (2022—2023)
| Имя (рус.)       | Имя (англ.)    | Имя (кор.) | Возраст* | Профессия          | Итог шоу                | Примечания                |
| ---------------- | -------------- | ---------- | -------- | ------------------ | ----------------------- | ------------------------- |
| Пак Сок-гын      | Park Seok-geun | 박석근     | 28       | Владелец ресторана | Не выбрал пару          |                           |
| Син Дон-ук       | Shin Dong-uk   | 신동욱     | 26       | Модель             | В паре с Ким Джинён     | Расстались через 2 месяца |
| Ким Джинён (Dex) | Kim Jin-young  | 김진영     | 25       | Дизайнер/Ютубер    | В паре с Син Дон-ук     | Участник Zombieverse      |
| Ли На-он         | Lee Na-on      | 이나온     | 24       | Студентка          | Не выбрана              |                           |
| Ким Син-ю        | Kim Shin-yu    | 김신유     | 26       | Фитнес-тренер      | В паре с Чон Джон-воном | Встречались 5 месяцев     |
| Чхве Ё-джон      | Choi Yeo-jeong | 최여정     | 25       | Модель             | Не выбрана              |                           |
| Чон Джон-вон     | Jeong Jong-won | 정종원     | 27       | Предприниматель    | В паре с Ким Син-ю      |                           |
| Ли Су-мин        | Lee Soo-min    | 이수민     | 24       | Студентка          | Не выбрана              |                           |

- Возраст указан на момент съемок по корейскому счету.

### Сезон 3 (2023—2024)
| Имя (рус.)   | Имя (англ.)    | Имя (кор.) | Возраст* | Профессия       | Итог шоу               | Примечания           |
| ------------ | -------------- | ---------- | -------- | --------------- | ---------------------- | -------------------- |
| Ли Гван-нам  | Lee Gwan-nam   | 이광남     | 28       | Бизнесмен       | В паре с Чхве Мин-джу  | Остались друзьями    |
| Чхве Мин-джу | Choi Min-ju    | 최민주     | 25       | Дизайнер одежды | В паре с Ли Гван-намом |                      |
| Ю Си-ын      | Yoo Si-eun     | 유시은     | 24       | Студентка       | Не выбрана             |                      |
| Ким Гю-ри    | Kim Gyu-ri     | 김규리     | 26       | Модель          | В паре с Пак Мин-гю    | Расстались после шоу |
| Пак Мин-гю   | Park Min-gyu   | 박민규     | 27       | Инженер         | В паре с Ким Гю-ри     | Вернулся в 4 сезон   |
| Ю Вон-ик     | Yoo Won-ik     | 유원익     | 25       | Фитнес-тренер   | Не выбрал пару         |                      |
| Хан Бон-джун | Han Bon-jun    | 한본준     | 29       | Предприниматель | Не выбрал пару         |                      |
| Хван Чжи-ён  | Hwang Ji-young | 황지영     | 31       | Владелица кафе  | Не выбрана             |                      |

- Возраст указан на момент съемок по корейскому счету.

### Сезон 4 (2023—2024)
| Имя (рус.)  | Имя (англ.)   | Имя (кор.) | Возраст* | Профессия          | Итог шоу               | Примечания                      |
| ----------- | ------------- | ---------- | -------- | ------------------ | ---------------------- | ------------------------------- |
| Ким Ха-ён   | Kim Ha-young  | 김하연     | 25       | Модель             | В паре с Ли Джин-соком | Единственная сохранившаяся пара |
| Ли Джин-сок | Lee Jin-seok  | 이진석     | 28       | Бизнесмен          | В паре с Ким Ха-ён     | Самый популярный участник       |
| Ан Мин-ён   | Ahn Min-young | 안민영     | 26       | Дизайнер           | Не выбрана             | Ушла рано                       |
| Ким Джи-ён  | Kim Ji-young  | 김지영     | 24       | Студентка          | Не выбрана             | Конфликт с Ким Ха-ён            |
| Пак Мин-гю  | Park Min-kyu  | 박민규     | 30       | IT-предприниматель | Не выбрал пару         | Участник 3 сезона               |
| Юн Ха-джин  | Yoon Ha-jin   | 윤하진     | 27       | Фитнес-модель      | В паре с Чхве Хе-сон   | Расстались через месяц          |
| Чхве Хе-сон | Choi Hye-seon | 최혜선     | 23       | Студентка          | В паре с Юн Ха-джином  | Самая молодая                   |
| Хан Гван-хи | Han Gwan-hee  | 한관희     | 32       | Баскетболист       | Не выбрал пару         | Главный провокатор              |

- Возраст указан на момент съемок по корейскому счету.

Ключевые отличия 4 сезона:
1. Первый кроссовер с участником прошлого сезона (Пак Мин-гю)
2. Самые громкие конфликты за всю историю шоу
3. Только одна пара сохранила отношения после финала
4. Рекордные рейтинги и обсуждения в соцсетях

## Ведущие
- Хон Джин-гён (1-4 сезоны)
- Ли Да-хи (1-4 сезоны)
- Кюхён (1-4 сезоны)
- Ханхэ (1-4 сезоны)
- Декс (2-4 сезоны)

## Реакция и критика
Шоу получило международную популярность благодаря корейской волне (Hallyu) и привлекло внимание зрителей динамикой отношений и визуальной эстетикой.
Критики отмечают:
✔ Уникальный формат, сочетающий элементы survival-шоу и dating-шоу
✔ Красивую операторскую работу и природу острова
✔ Интересную динамику между участниками
✔ Разнообразие характеров участников
Недостатки:
✖ Некоторые зрители отмечают излишнюю драматизацию
✖ Повторяемость формата в разных сезонах
4 сезон получил смешанные отзывы — нововведения понравились не всем зрителям, но многие оценили появление иностранных участников.